# Kayini Brooks-Belle
Kayini Brooks-Belle, né le 23 juillet 1994, est un footballeur international anguillan évoluant au poste de milieu de terrain.

## Biographie

### En sélection
Le 3 septembre 2014, Brooks-Belle fait ses débuts avec Anguilla contre Antigua-et-Barbuda dans le cadre des éliminatoires de la Coupe caribéenne des nations 2014 (défaite 0-6).